# Ramón Beteta Quintana
Ramón Beteta Quintana (Ciudad de México, 7 de octubre de 1901-Ciudad de México, 5 de octubre de 1965) fue un economista y abogado mexicano, miembro del Partido Revolucionario Institucional. Fue secretario de Hacienda y Crédito Público en el sexenio del presidente Miguel Alemán Valdés entre 1946 y 1952.

## Trayectoria
Fue hijo de Enrique Beteta Méndez y de Sara Quintana; hermano del Gral. de Div. Ignacio Beteta Quintana, y tío de Mario Ramón Beteta.[cita requerida]
Realizó sus estudios en la Universidad de Texas entre 1920 y 1923, donde su nombre fue grabado en letras de oro por su destacada actuación como alumno extranjero. Se graduó como abogado por la Escuela Nacional de Jurisprudencia de la Universidad Nacional Autónoma de México (UNAM) y obtuvo en la misma casa de estudios el doctorado en Ciencias Sociales en 1934, convirtiéndose en el primer posgraduado en este campo.
Fue uno de los fundadores de la Escuela Nacional de Economía de la UNAM, de donde fue profesor de 1924 a 1942. también impartió clases de leyes en la Escuela Nacional de Jurisprudencia; además ejerció la docencia en la Escuela Nacional Preparatoria, (1925-1928); y en escuelas secundarias de la Ciudad de México. Fue miembro de la Liga de Profesionistas e Intelectuales del Partido de la Revolución Mexicana en 1939.
Fue subsecretario de Hacienda de 1940 a 1945, la cual dejó para dirigir la campaña presidencial de Miguel Alemán Valdés; asimismo ocupó diferentes cargos burocráticos a lo largo de tres sexenios, fue director general del Departamento de Estadística Nacional de la Secretaría de Industria y comercio de 1933 a 1935, subsecretario de Relaciones Exteriores de 1936 a 1940 y secretario de Hacienda y Crédito Público de 1946 a 1952, posteriormente fue embajador de México en Italia y en Grecia.
Al final de su vida se dedicó al periodismo, donde llegó a ser director general del periódico Novedades y Diario de la Tarde entre 1958 y 1964.[cita requerida] Falleció el 5 de octubre de 1965, dos días antes de cumplir los 64 años de edad. A su funeral asistieron los exmandatarios mexicanos Adolfo López Mateos, Emilio Portes Gil y Miguel Alemán Valdés.